# Elmalı
Elmalı (en français : la pommeraie) est une ville et sa zone urbaine située dans la province d'Antalya en Turquie. Elle se trouve à environ 35 kilomètres à l'intérieur des terres, à l'entrée d'une longue vallée bordée de montagnes dont l'altitude varie entre 1050 et 1150 mètres. Hormis la ville d'Elmalı, la zone inclut deux banlieues dépendantes avec leurs propres municipalités (Akçay et Yuva) ainsi que des villages. En 2000, la population de toute la zone atteignait 40.041 habitants, dont 14.600 pour le centre de la zone.
L'économie est en grande partie agricole, bien qu'un certain intérêt touristique se développe grâce à son tissu architectural traditionnel.
En accord avec son nom, Elmalı représente environ un dixième de la production de pommes de la Turquie. Son leblebi (pois chiche) est également délicieux.
La zone est habitée par les descendants directs du Lyciens antiques, qui ont conservé un type facial distinctif, apparent immédiatement dans la population de ville. En 1911, il y avait environ cinquante familles grecques, le reste de la population (4000) étant musulman.
Le Trésor d'Elmalı (Elmalı Hazinesi) est le nom généralement donné en Turquie à 1 900 pièces en argent datant de la période de la Ligue de Délos, qui ont été découvertes pendant une fouille illégale en 1984 dans le village de Bayındır près d'Elmalı, pour être exportées en contrebande aux États-Unis. Leur récupération du musée des beaux-arts de Boston, par les efforts du journaliste Özgen Acar et du gouvernement turc, avait fait pendant longtemps les titres dans les années 1990. Aujourd'hui, elles sont enfin exposées au musée d'Elmalı.
Elmalılı Hamdi Yazır, un ecclésiastique du début du XXe siècle dont la traduction turque du Coran est acceptée comme référence, est né à d'Elmalı, bien que sa famille descende des Turkmènes yazır de Burdur.